# Liquidation de la Sitch zaporogue
 (mars 2022).
La mise en forme du texte ne suit pas les recommandations de Wikipédia : il faut le « wikifier ».
Les points d'amélioration suivants sont les cas les plus fréquents :
- Les titres sont pré-formatés par le logiciel. Ils ne sont ni en capitales, ni en gras.
- Le texte ne doit pas être écrit en capitales (les noms de famille non plus), ni en gras, ni en italique, ni en « petit »…
- Le gras n'est utilisé que pour surligner le titre de l'article dans l'introduction, une seule fois.
- L'italique est rarement utilisé : mots en langue étrangère, titres d'œuvres, noms de bateaux, etc.
- Les citations ne sont pas en italique mais en corps de texte normal. Elles sont entourées par des guillemets français : « et ».
- Les listes à puces sont à éviter, des paragraphes rédigés étant largement préférés. Les tableaux sont à réserver à la présentation de données structurées (résultats, etc.).
- Les appels de note de bas de page (petits chiffres en exposant, introduits par l'outil «  Source ») sont à placer entre la fin de phrase et le point final[comme ça].
- Les liens internes (vers d'autres articles de Wikipédia) sont à choisir avec parcimonie. Créez des liens vers des articles approfondissant le sujet. Les termes génériques sans rapport avec le sujet sont à éviter, ainsi que les répétitions de liens vers un même terme.
- Les liens externes sont à placer uniquement dans une section « Liens externes », à la fin de l'article. Ces liens sont à choisir avec parcimonie suivant les règles définies. Si un lien sert de source à l'article, son insertion dans le texte est à faire par les notes de bas de page.
- La présentation des références doit suivre les conventions bibliographiques. Il est recommandé d'utiliser les modèles {{Ouvrage}}, {{Chapitre}}, {{Article}}, {{Lien web}} et/ou {{Bibliographie}}. Le mode d'édition visuel peut mettre en forme automatiquement les références.
- Insérer une infobox (cadre d'informations à droite) n'est pas obligatoire pour parachever la mise en page.

Pour une aide détaillée, merci de consulter Aide:Wikification.
Si vous pensez que ces points ont été résolus, vous pouvez retirer ce bandeau et améliorer la mise en forme d'un autre article.
 (mars 2022).
Si vous disposez d'ouvrages ou d'articles de référence ou si vous connaissez des sites web de qualité traitant du thème abordé ici, merci de compléter l'article en donnant les références utiles à sa vérifiabilité et en les liant à la section « Notes et références ».
 (mars 2022).

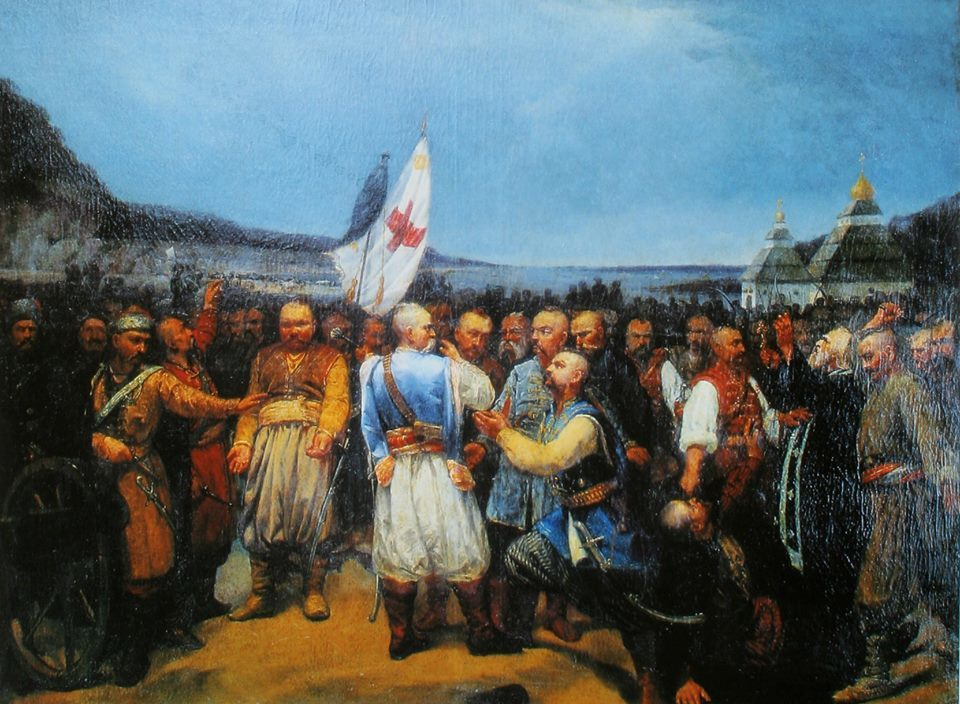
Dernier concile sur Sich,, le milieu du 19ème siècle

La liquidation de la Sitch zaporogue en 1775 est la destruction par les troupes russes de la formation cosaque ukrainienne, la Sitch nova (en) (Pidpilnenska), et la liquidation définitive de la Sitch zaporogue en tant qu'entité cosaque autonome. En conséquence, les « terres franches de l'ost de basse Zaporoguie » (Вольностi Вiйська Запорозького Низового) cessent d'exister.

## Conditions préalables à la liquidation
Dès le deuxième quart du XVIIIe siècle, il était clair que le gouvernement russe n'avait aucune intention de préserver l'autonomie de l'Ukraine, comme le prévoyaient les articles du traité de 1654. Après le coup d'État de 1762, Catherine II, l'épouse de l'empereur Pierre III, monte sur le trône impérial et renforce immédiatement le pouvoir de l'autocratie dans le vaste empire. Un aspect important de la politique de l'impératrice était la « russification des marches polonisées » (les « marches » étant les terres ukrainiennes et biélorusses). Les plans de Catherine II ne prévoyaient pas l'existence de l'Hetmanat cosaque, ni des libertés des Cosaques, ni de la Sitch zaporogue.
Lorsque l'Hetmanat fut liquidé en 1764, (et un an plus tard le système des cent régiments en Slobojanchtchyna), le dernier bastion de la liberté ukrainienne était la sitch des Zaporogues, qui dans les cercles dirigeants russes était considéré comme une « cabane de rebelles et de bandits ».
Les autorités de Moscou attendaient alors la bonne occasion pour liquider la franc-maçonnerie cosaque.

## Liquidation de la sitch
Cette occasion se présente en 1775, à la fin de la guerre russo-turque de 1768-1774. Les cosaques aident Moscou à gagner, et perdent leur utilité. Le 23 avril 1775, le Conseil de la Cour impériale décide de liquider la Sitch. Début juin 1775, les troupes russes, sous le commandement du général russe d'origine serbe Peter Tekeli (en) (de retour d'une campagne ottomane), encerclent soudainement la Sitch du fort Sainte-Élisabeth. Les Cosaques ne s'attendaient pas à un tel développement, c'est pourquoi il y avait très peu de soldats en Zaporoguie à cette époque. Il n'y avait que quelques milliers de Cosaques dans la Sitch à cette époque, le reste du groupe était allé aux palanquins[pas clair] et aux quartiers d'hiver après la guerre.

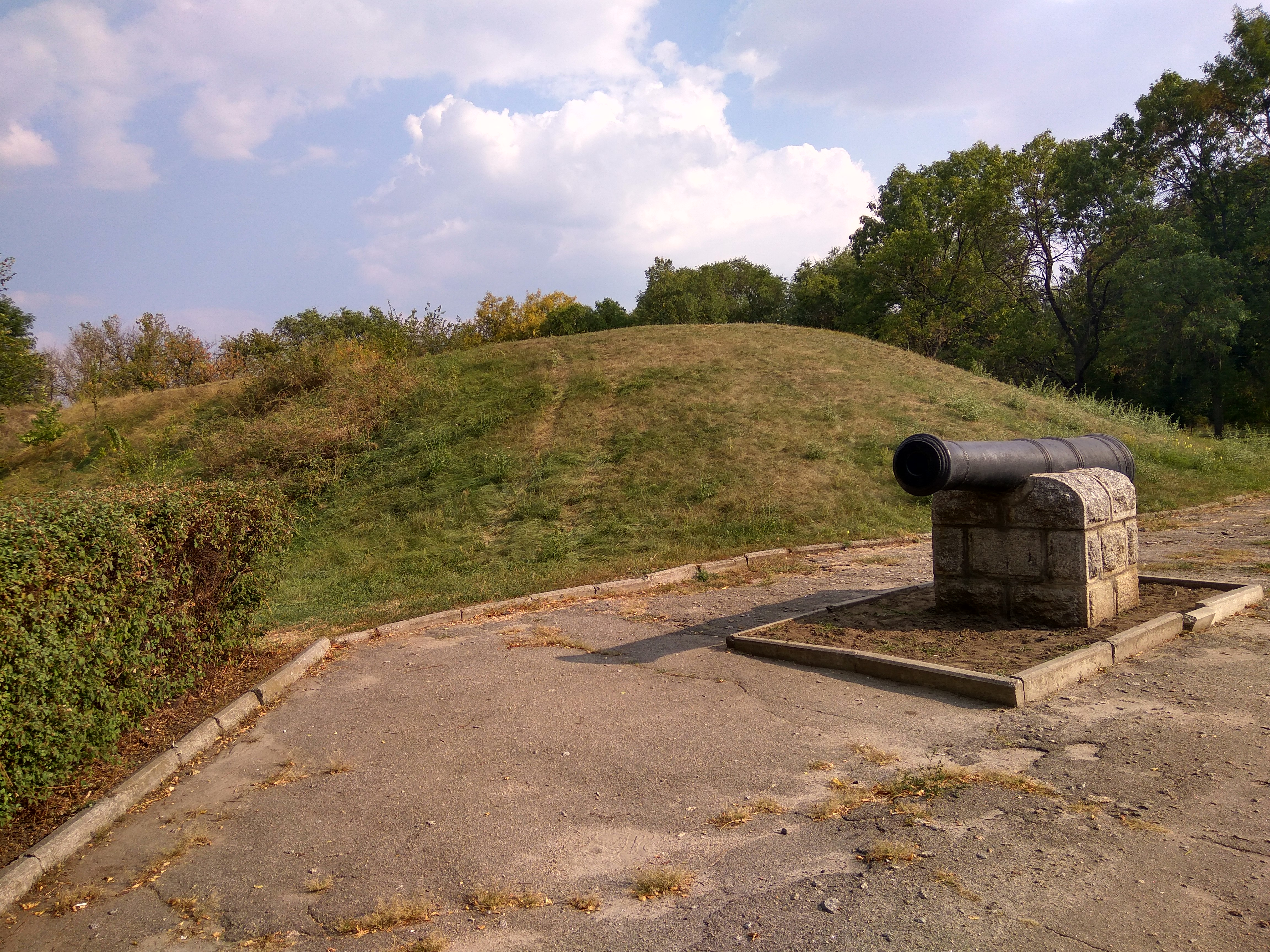
L'un des canons du Fort St. Elizabeth

En revanche, sous le commandement de Peter Tekeli se trouvaient des forces importantes : 10 régiments d'infanterie et 13 régiments de Cosaques du Don, 8 régiments de cavalerie régulière, renforcés par 20 Hussards et 17 escadrons de Pikins. Peter Tekeli annonça un décret impérial visant à éliminer la Sitch de Zaporoguie. La société Sitch, compte tenu des forces très inégales, n'avait d'autre choix que de se rendre à la volonté des vainqueurs. Il était clair pour tout le monde que la résistance de plusieurs milliers de cosaques assiégés serait vaine, et la percée d'autres troupes cosaques vers la Sitch assiégée était presque impossible pour de nombreuses raisons. Parmi ces raisons, on peut citer le grand nombre de troupes russes et le fait que presque tous les officiers cosaques se trouvaient dans la Sitch, si bien que les Cosaques qui n'étaient pas encerclés se retrouvaient sans commandement[réf. nécessaire].
Un conseil dirigé par l'Ataman général Petro Kalnychevsky s'est réuni à la Sitch, et des débats acharnés ont éclaté pour tenter de trouver une issue à la situation désespérée dans laquelle se trouvaient les Cosaques de Zaporoguiie. Le conseil décida de ne pas verser le sang chrétien et déposa volontairement les armes devant les Moscovites. En outre, les Cosaques craignaient en cas de résistance une vengeance sanglante sur les familles cosaques. La Sitch comptait encore de vieux Cosaques qui se souvenaient des événements de 1709, lorsque Pierre Ier a mené une brutale expédition punitive contre l'Ukraine, y compris le tristement célèbre massacre de Baturyn qui est devenu le point culminant de ces horribles événements. Les Cosaques de Zaporoguie ont pris part à de nombreuses campagnes de l'armée russe et ont été témoins de la brutalité des troupes russes lors de l'assaut des colonies ennemies. Comme le rappellent les participants aux événements de la Sitch : certains ne voulaient absolument pas se rendre à Catherine, et d'autres cosaques leur disaient : « Non, mon frère, nous avons des parents et des enfants : un Moscovite les tuera ». Ils se rendirent[réf. nécessaire].
Le 16 juin 1775, les troupes russes détruisirent complètement la Sitch, et tous les biens et une partie des Cosaques archives furent emmenés à Saint-Pétersbourg, le reste des armes et des archives était stocké dans le Fort St. Elizabeth jusqu'à la guerre soviéto-ukrainienne. L'officier cosaque et Ataman Petro Kalnyshevsky fut accusé de trahison et condamné aux travaux forcés. Les Cosaques du Don prirent une part active à la destruction de la Sitch, ils ne connaissaient aucune pitié pour la terre de leurs « frères » ukrainiens. Mais, malgré une telle diligence dans l'exécution des ordres de Catherine II, ils sont eux-mêmes tombés en disgrâce au début des années 1790. La plupart des Cosaques du Don ont été relogés dans des régions éloignées de la Russie. Leur chef a été réprimé. Ce n'est que le 14 août 1775 que l'impératrice Catherine II publia un manifeste spécial annonçant officiellement les raisons de la liquidation de la sitch. Dans ce document, la Sitch des chevaliers cosaques était dépeinte comme « un bordel d'ivrognes et de voyous » qui « vivaient dans l'ignorance et empêchaient le tsarisme d'entretenir des liens commerciaux et culturels avec ses voisins ». Il n'y avait pas un mot sur le sang versé par les Cosaques pour la Russie tsariste.

## Conséquences de la liquidation de la Sitch zaporogue
Peu avant la destruction de la sitch, la flotte cosaque a été transférée sur presque tout le Danube. Le sultan ottoman donna aux Cosaques l'île de Saint-Georges avec les estuaires de la Sulina et de Saint-Georges près de la Sitch danubienne et leur remit des bijoux - une masse, un bunchuk, un sceau et une korogva consacrés par le patriarche de Constantinople. Certains cosaques formèrent bientôt la base des régiments de Poltava et de Kherson.
L'organisation et le renforcement rapide de la sitch de Transdanubie ont suscité une sympathie croissante au sein de la population ukrainienne et ont rendu impossible la participation des Ukrainiens à la guerre aux côtés de la Russie[réf. nécessaire].
Ainsi, la destruction de la Sitch de Zaporozhian[Quoi ?] et la formation de la Sitch de Transdanubie, non contrôlé par Saint-Pétersbourg, ont conduit au fait que les frontières sud-ouest de l'Empire russe étaient sans défense. Le 31 octobre 1776, Grigori Potemkine en fit part à Catherine II. Les tentatives visant à empêcher les Cosaques d'émigrer vers le Danube et le Zabuzhye[Quoi ?] furent vaines.
Puis Catherine II, le 5 mai 1779 et le 27 avril 1780, publia des manifestes demandant aux Cosaques de retourner dans leur pays natal, promettant de donner à chacun d'eux une terre et un service dans les rangs russes. Ces appels échouèrent également.